# Staraja Bielica (obwód kurski)
Staraja Bielica (ros. Старая Белица) – wieś (ros. село, trb. sieło) w zachodniej Rosji, centrum administracyjne sielsowietu starobielickiego w rejonie konyszowskim (obwód kurski).

## Geografia
Miejscowość położona jest nad Bieliczką (lewy dopływ Swapy), 17,5 km na północny zachód od centrum administracyjnego rejonu (Konyszowka), 74 km na północny zachód od Kurska.
We wsi znajduje się 246 posesji.
Klimat
Miejscowość, jak i cały rejon, znajduje się w strefie klimatu kontynentalnego z łagodnym ciepłym latem i równomiernie rozłożonymi opadami rocznymi (Dfb w klasyfikacji klimatów Köppena).

## Demografia
W 2010 r. wieś zamieszkiwało 348 osób.